# DZMM
DZMM Radyo Patrol 630 è stato una stazione radiofonica all-news filippina, proprietà di ABS-CBN. È stato lanciato il 22 luglio 1986. Nel 2007, la stazione è stata trasmessa tramite il canale televisivo via cavo SkyCable, potrebbe essere chiamata TeleRadyo, quindi in seguito ampliata su altri fornitori di servizi via cavo e fino a quando infine su ABS-CBN TVplus come canale di notizie esclusivo sulla televisione digitale gratuita.
Il 5 maggio 2020, DZMM insieme ad altre stazioni radio e TV dell'ABS-CBN hanno interrotto le trasmissioni perché la loro licenza non era stata ancora rinnovata.